# الدوري النمساوي 2002–03
الدوري النمساوي الممتاز 2002–03 (بالألمانية: Österreichische Fußballmeisterschaft 2002/03)‏ هو الموسم 92 من  بوندسليغا النمسا لكرة القدم. أشرف على تنظيمه اتحاد النمسا لكرة القدم، وكان عدد الأندية المشاركة فيه  10، وفاز فيه أوستريا فيينا.